# Pantofola

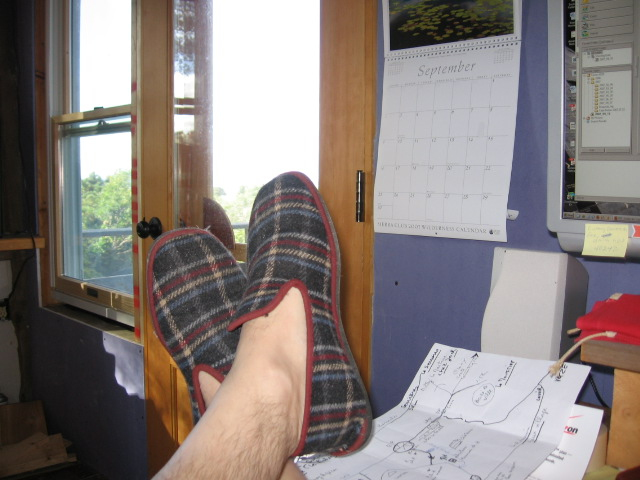
Pantofole da uomo

La pantofola è una calzatura da casa. Differisce dalla ciabatta perché è chiusa davanti.

## Descrizione
Le pantofole devono essere comode e confortevoli, calde se usate d'inverno,fresche se usate d'estate, per questo i materiali che le costituiscono sono: pelle morbida, panno, feltro, velluto e altri tipi di tessuti imbottiti per la tomaia. La suola, non dovendo essere utilizzata per uscire all'esterno, può essere, oltre che in cuoio,  in feltro; eventuali rivestimenti in gomma hanno scopi antiscivolo e antirumore. Se si vuole usare le pantofole per uscire è necessario che esse abbiano una suola anti-scivolo. Solitamente non hanno allacciatura ma si infilano, per chiudere modelli particolarmente alti si può usare una cerniera lampo, un bottone o l'elastico.
Dato il materiale morbido si possono facilmente realizzare a mano, con la maglia, l'uncinetto o il cucito.
In commercio si trovano sia pantofole per adulti sia per bambini con l'aspetto di animaletti o pupazzi.

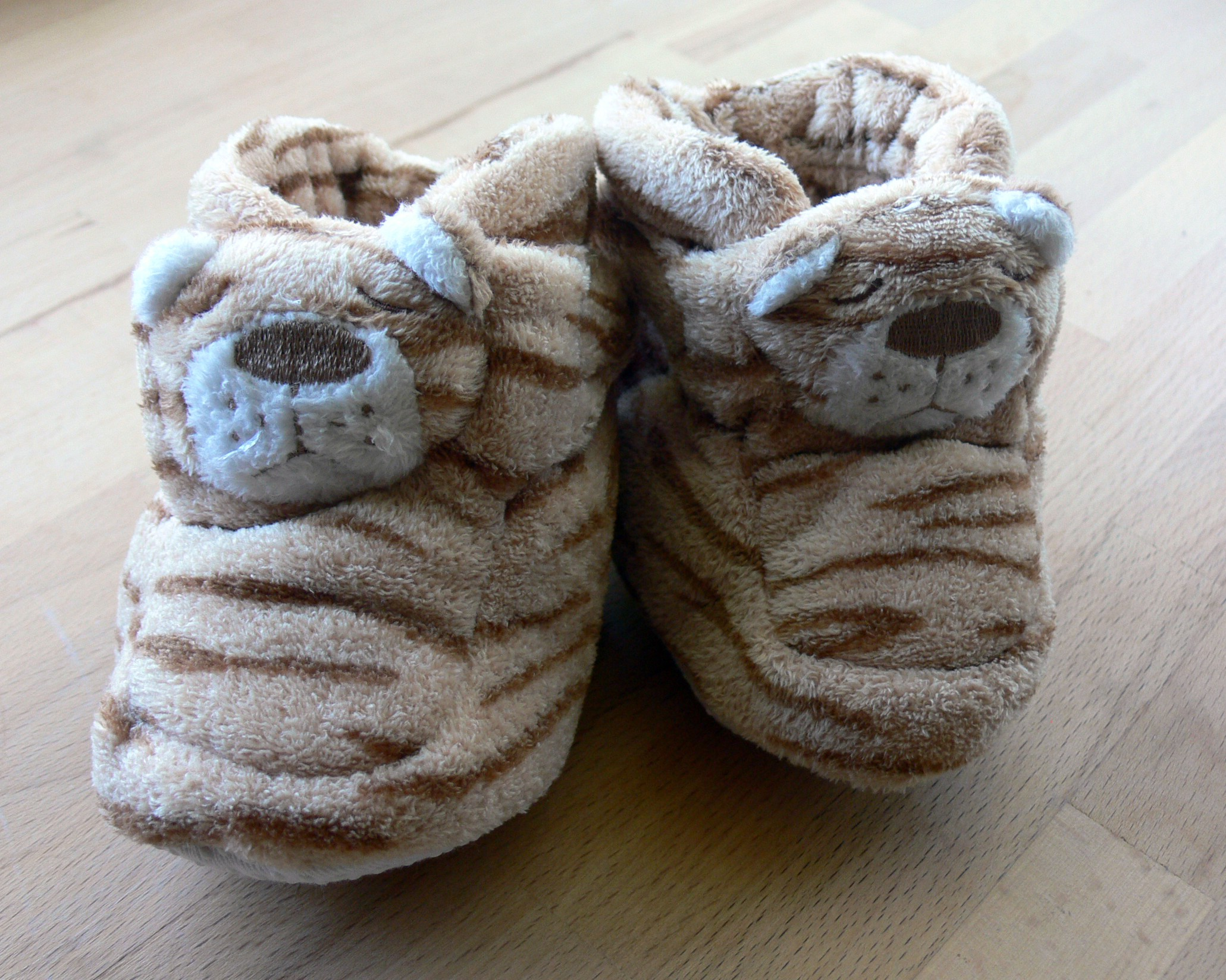
Pantofole da bimbo

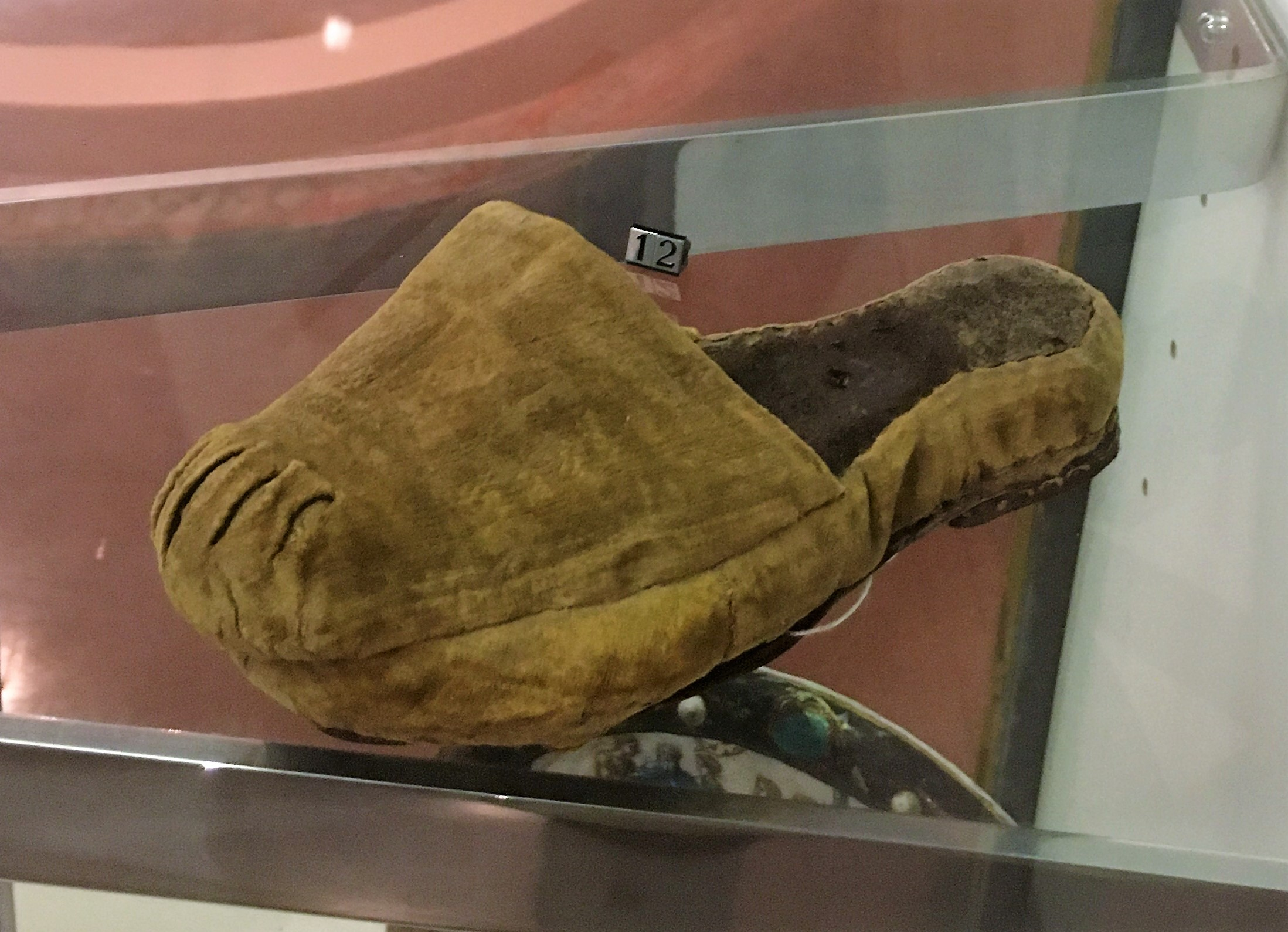
Pantofola femminile, seconda metà del XV secolo, Pavia, Musei Civici.

Nel linguaggio comune mettersi in pantofole significa stare comodi e pantofolaio viene definito un individuo pigro che esce malvolentieri da casa.